# 임둔군

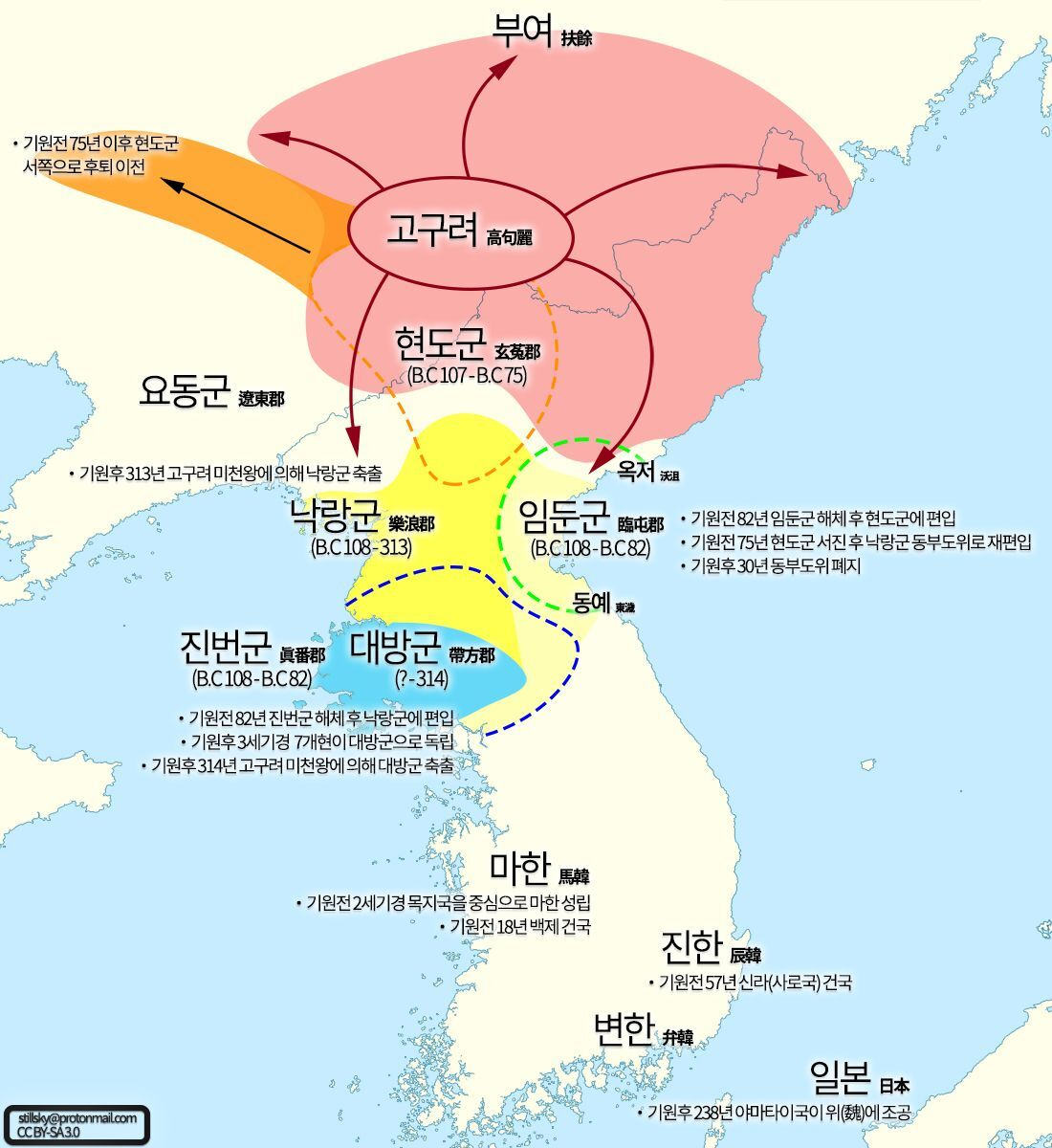
한사군의 역사적 위치

임둔군(臨屯郡)은 전한(前漢)의 무제(武帝)가 기원전 108년에 고조선(古朝鮮)을 멸하고 세운 한사군 중 하나이다. 본래는 임둔국(臨屯國)
이었으나 기원전 2세기에 위만조선에 복속하여 위만조선의 행정구역이 되었다. 기원전 108년에 위만조선을 멸망시킨 전한은 위만조선의 행정구역을 그대로 계승하여 임둔 지역에 임둔군을 설치하였다. 기원전 82년에 군이 폐지되고 소속 현들은 현도군에 편입되었으며, 기원전 75년에 현도군이 북쪽으로 옮겨가자 다시 낙랑군에 편입되어 동부도위(東部都尉)의 관할을 받게 되었다.

## 역사
임둔은 원래 고조선 근방에 있던 독립국가였던 것으로 보인다. 기원전 2세기에 위만(衛滿)이 준왕(準王)을 몰아내고 집권한 이후 임둔은 위만조선에 복속하였다. 위만조선은 복속한 임둔 지역을 그대로 행정구역으로 편입하였다. 기원전 108년, 위만조선을 멸망시킨 전한은 위만조선의 행정구역을 그대로 계승하여 임둔 지역에 임둔군을 설치하였다. 임둔군의 치소는 동이현(東暆縣)이며, 15개 현을 관할하였다고 한다. 그러나 명칭이 전해지는 현은 후에 동부도위 관할로 편입된 영동7현(嶺東七縣)뿐이다.
임둔군은 설치된 이후 토착민들의 저항에 부딪혀 기원전 82년에 진번군과 함께 폐지되었다. 임둔군의 영역은 현도군에 편입되었는데, 다시 기원전 75년에 현도군이 토착민들의 저항 때문에 북쪽의 신고구려현(新高句麗縣)으로 옮겨지자 소속 15개 현 가운데 7개 현이 낙랑군에 편입되었다. 낙랑군에 편입된 현은 단단대령(單單大嶺)으로 막혀 있었고 거리가 너무 멀어 낙랑군이 직접 관할하기 어려웠다. 그래서 이 지역을 관할하기 위해 동부도위(東部都尉)가 설치되었다. 동부도위의 7현은 30년에 철폐되었다.

## 위치에 대한 논란
고려 및 조선시대에는 대체로 강릉에 임둔이 위치해 있었다고 보았으며 강원도 일대라는 주장, 경기도 서부 지역이라는 주장 등이 제기되었다. 일제강점기에 낙랑군을 발굴 조사하면서 한사군에 대한 비정이 이루어졌을 때, 임둔군은 함경도 남부 및 강원도 일대로 비정되었다. 역사학계 및 고고학계에서는 영흥 소라리 유적 및 부조예군 인장 등의 발굴 결과를 토대로 함경남도 남부와 강원도 북부 일대가 임둔군이라 보고 있다. 그러나 일부 역사학자들은 이러한 발굴 결과가 조작된 것이라 주장하며 임둔태수장(臨屯太守章)이 랴오닝성 서부 지역에서 발굴되었다는 사실을 토대로 임둔군이 요서 지방에 설치되었다고 주장한다.

## 같이 보기
- 한사군
  - 낙랑군
  - 현도군
  - 진번군
- 창해군
- 동예
- 한중 관계